# Niall Binns
Pour les articles homonymes, voir Binns.
Niall Binns (Londres, 1965) est un poète britannique qui habite en Espagne.
Il a étudié à Oxford, Santiago de Chile et Madrid, et il a vécu également à Paris et Coïmbre.

## Prix
- Prix de Poésie Villafranca del Bierzo, 1999
- Prix International de Poésie Gabriel Celaya, 2002

## Livres poétiques
- 5 love songs (1999)
- Tratado sobre los buitres (2002)
- Canciones bajo el muérdago (Madrid, 2003)
- Oficio de carroñero (Caracas, 2006).

## Essais
- Un vals en un montón de escombros: poesía hispanoamericana entre la modernidad y la postmodernidad (1999)
- Nicanor Parra (2000)
- La poesía de Jorge Teillier: la tragedia de los lares (2001)
- ¿Callejón sin salida? La crisis ecológica en la poesía hispanoamericana (2004)
- La llamada de España. Escritores extranjeros en la guerra civil (2004)
- Voluntarios con gafas. Escritores extranjeros en la guerra civil (2009).